# L'Enfant à la poupée
L'Enfant à la poupée est un tableau du peintre français Henri Rousseau réalisé vers 1892. Cette huile sur toile est le portrait naïf d'une enfant blonde vêtue de rouge tenant devant elle une poupée et une fleur blanche. Propriété de Paul Guillaume à partir de 1929, elle fait plus tard partie de la collection Jean Walter et Paul Guillaume et est aujourd'hui conservée au musée de l'Orangerie, à Paris.